# Condé-sur-Marne
Pour les articles homonymes, voir Condé.
Condé-sur-Marne est une commune française, située dans le département de la Marne en région Grand Est.

## Géographie
Le village se situe sur la rive droite de la Marne et de son canal latéral. Condé-sur-Marne est un carrefour. Au niveau routier, le village est desservi par les routes départementales 1 (vers Aÿ et Châlons-en-Champagne), 34 (vers Louvois), 37 (vers Ambonnay et Jâlons) et 701 (vers Isse). Au niveau des cours d'eau : le canal de l'Aisne à la Marne y rejoint la canal latéral à la Marne et les ruisseaux Isse, les tarnauds ainsi que la Gravelotte y rejoignent la Marne.
|                 | Ambonnay        | Isse  |
| Tours-sur-Marne | Condé-sur-Marne | Aigny |
|                 | Jâlons          |       |

### Hydrographie
La commune est dans la région hydrographique « la Seine de sa source au confluent de l'Oise (exclu) » au sein du bassin Seine-Normandie. Elle est drainée par la Marne, le canal de la Marne à l'Aisne, le canal latéral à la Marne, les Tarnauds, le canal d'Alimentation, le Fossé 03 des Usages, le ruisseau d'Isse et divers autres petits cours d'eau,.
La Marne  prend sa source sur le plateau de Langres, dans la commune de Saints-Geosmes (Haute-Marne) et se jette dans la Seine entre Charenton-le-Pont et Alfortville (Val-de-Marne) dans le quartier de Conflans-l'Archevêque.
Depuis 1866, le canal de l'Aisne à la Marne reliant Berry-au-Bac à Condé-sur-Marne permet à Reims d'avoir un accès à la Marne à partir des canaux de l'Aisne. Construit à partir du 9 mars 1842, ce canal à bief de partage possède une longueur de 58 km et a permis, lorsque cette voie maritime a été reliée en 1861 par le canal de la Marne au Rhin, de former une grande ligne de navigation qui permit de relier Strasbourg à Lille en passant par le Rhin. Il est mis au gabarit Freycinet entre 1878 et 1883,.
Le canal latéral à la Marne est un canal, chenal navigable de 67 km reliant Vitry-le-françois à Mardeuil où il se jette dans la Marne.
Les Tarnauds, d'une longueur de 19 km, prend sa source dans la commune de Jâlons et se jette  dans la Marne à Épernay, après avoir traversé huit communes.

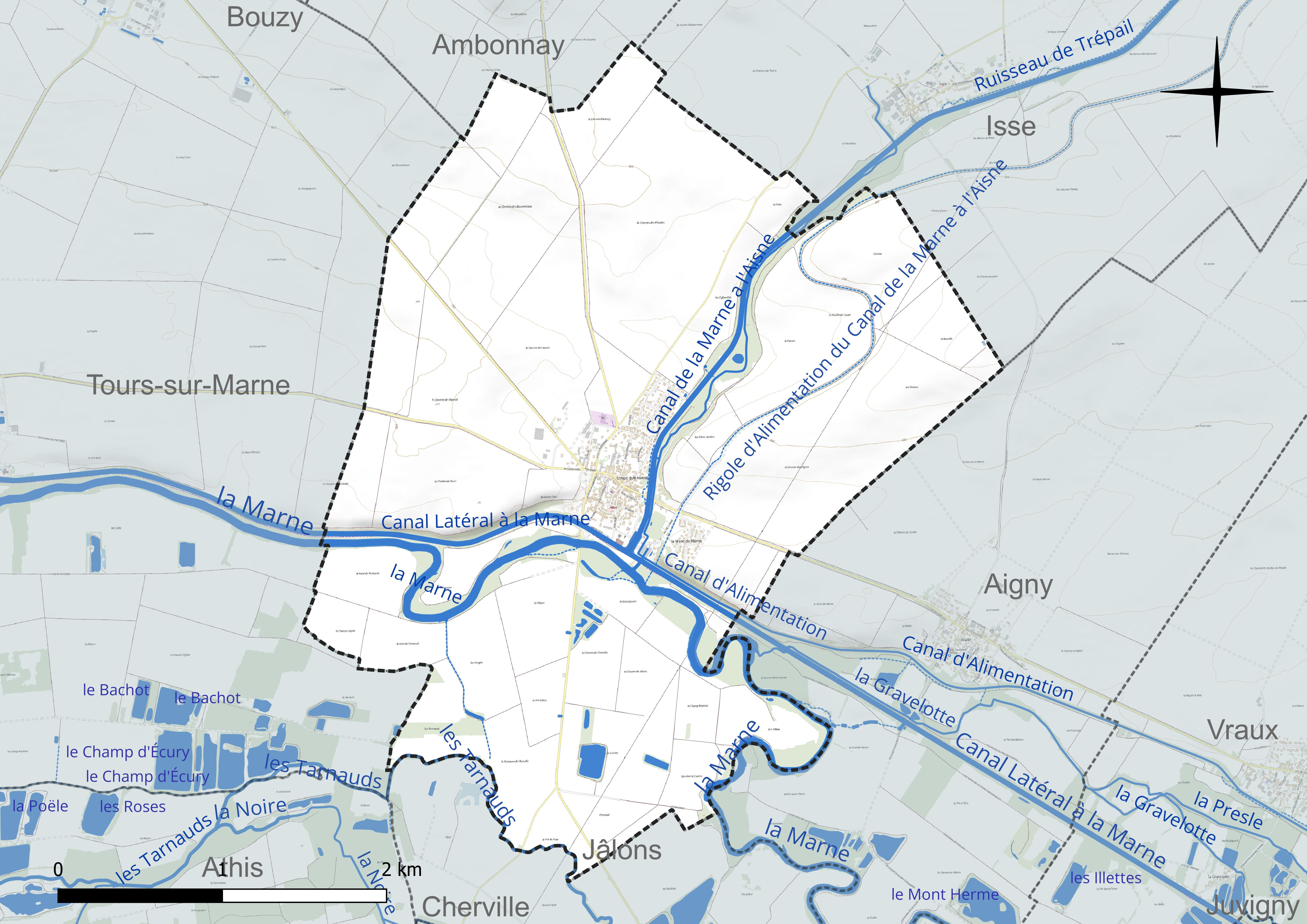
Réseau hydrographique de Condé-sur-Marne.

### Climat
Pour des articles plus généraux, voir Climat du Grand Est et Climat de la Marne.
En 2010, le climat de la commune est de type climat océanique dégradé des plaines du Centre et du Nord, selon une étude du Centre national de la recherche scientifique s'appuyant sur une série de données couvrant la période 1971-2000. En 2020, Météo-France publie une typologie des climats de la France métropolitaine dans laquelle la commune est exposée à un climat océanique altéré et est dans la région climatique  Nord-est du bassin Parisien, caractérisée par un ensoleillement médiocre, une pluviométrie moyenne régulièrement répartie au cours de l’année et un hiver froid (3 °C).
Pour la période 1971-2000, la température annuelle moyenne est de 10,2 °C, avec une amplitude thermique annuelle de 15,7 °C. Le cumul annuel moyen de précipitations est de 667 mm, avec 11,6 jours de précipitations en janvier et 8,4 jours en juillet. Pour la période 1991-2020, la température moyenne annuelle observée sur la station météorologique de Météo-France la plus proche, « Bouzy-Civc », sur la commune de Bouzy à 5 km à vol d'oiseau, est de 11,5 °C et le cumul annuel moyen de précipitations est de 687,5 mm. 
La température maximale relevée sur cette station est de 41,2 °C, atteinte le 25 juillet 2019 ; la température minimale est de −20,5 °C, atteinte le 16 janvier 1985,,.
Les paramètres climatiques de la commune ont été estimés pour le milieu du siècle (2041-2070) selon différents scénarios d'émission de gaz à effet de serre à partir des nouvelles projections climatiques de référence DRIAS-2020. Ils sont consultables sur un site dédié publié par Météo-France en novembre 2022.

## Urbanisme

### Typologie
Au 1er janvier 2024, Condé-sur-Marne est catégorisée commune rurale à habitat dispersé, selon la nouvelle grille communale de densité à sept niveaux définie par l'Insee en 2022.
Elle est située hors unité urbaine. Par ailleurs la commune fait partie de l'aire d'attraction de Châlons-en-Champagne, dont elle est une commune de la couronne,. Cette aire, qui regroupe 97 communes, est catégorisée dans les aires de 50 000 à moins de 200 000 habitants,.

### Occupation des sols
L'occupation des sols de la commune, telle qu'elle ressort de la base de données européenne d’occupation biophysique des sols Corine Land Cover (CLC), est marquée par l'importance des territoires agricoles (92,4 % en 2018), en augmentation par rapport à 1990 (87,6 %). La répartition détaillée en 2018 est la suivante : 
terres arables (88,9 %), zones urbanisées (5,3 %), zones agricoles hétérogènes (3,5 %), forêts (2,3 %). L'évolution de l’occupation des sols de la commune et de ses infrastructures peut être observée sur les différentes représentations cartographiques du territoire : la carte de Cassini (XVIIIe siècle), la carte d'état-major (1820-1866) et les cartes ou photos aériennes de l'IGN pour la période actuelle (1950 à aujourd'hui).

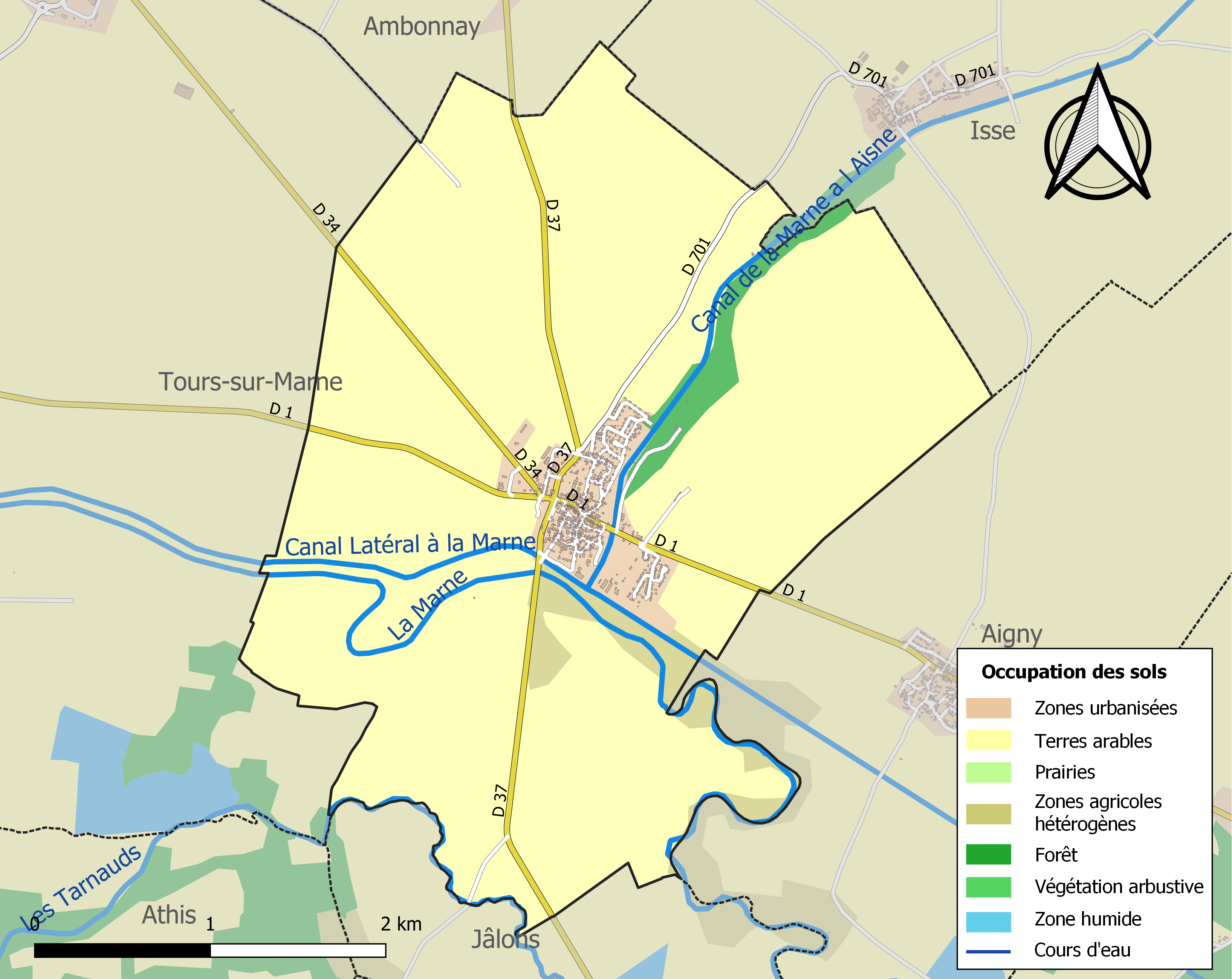
Carte des infrastructures et de l'occupation des sols de la commune en 2018 (CLC).

## Toponymie
Attestée sous les formes Condetum supra Matronam, Condati ou Condiacum en 850, Condatum en 868.
Condé : du gaulois condate, signifiant « confluent ».

## Histoire
Des fouilles archéologiques ont montré que l'emplacement du village était habité depuis la nuit des temps puisque des vestiges (restes de palissades, bâtiments et silos) du mésolithique moyen (7500 av. J.-C.) et du néolithique final (4000 av. J.-C.). D'autres vestiges gallo-romains et médiévales (morceaux de céramique, de tuile) ont été trouvés au cours de fouilles.
On commence à trouver le nom de Condé sur Marne (Condetum supra Matronam, Condati ou Condiacum) en 850 dans le cartulaire du chantre Guérin, dans le polyptyque de l'abbaye de Saint-Remi de Reims (description du fisc de Condatus), puis dans les archives de l'abbaye Saint-Remi de Reims, en 1297 en parlant de Frédéric prévôt de Condé. Condé-sur-Marne était, semble-t-il, un assez gros village fortifié, chef-lieu de deux autres villages Brabant et Clairefontaine (aujourd'hui disparus).
Durant la guerre de Cent ans, en 1380, après le passage du duc de Glocester avec ses 3000 archers le village fut totalement incendié ceux-ci. Le village est à nouveau brûlé le 25 août 1652 par les soldats de Charles IV de Lorraine durant la fronde de Champagne.
Durant la Révolution, pour suivre le décret de la Convention du 25 vendémiaire an II invitant les communes ayant des noms pouvant rappeler les souvenirs de la royauté, de la féodalité ou des superstitions, à les remplacer par d'autres dénominations, la commune change de nom le 28 nivôse de l'an II (7 janvier 1794) pour devenir Montagne-sur-Marne pour reprendre son nom d'origine le 1 brumaire de l'an IV (23 octobre 1795).
Le 18 juillet 1814, durant la Campagne de France, le général russe Wlasoff,commandant des 23e et 24e régiment de Cosaques pris ses quartiers à Condé-sur-Marne avec ses officiers pendant 50 jours, les troupes campèrent à l'extérieur. Le village perdit beaucoup d'animaux et de foins réquisitionnés par les Cosaques.
De 1837 à 1869 le village verra la construction du canal latéral à la Marne et celui de l’Aisne à la Marne dont il sera le nœud fluvial, les deux canaux ce rejoignant dans sa partie Est.
La guerre 1870/71 ne fera pas de victimes dans le village mais verra l’arrivée le 24 aout 1870 des Prussiens  et quelques Uhlans envahir ses terres avec son lot de réquisitions de nourriture et fourrage. Des jeunes Condéens participeront à des opérations militaires contre l’ennemi au sein de la première et deuxième section du premier bataillon de la garde nationale mobile. Sosthène Onésime Delacour, maire du village de 1884 à 1904, sera décoré de la médaille de la guerre 1870/71 pour ses états de service durant la guerre.
Le 8 avril 1904, le village verra passé le CBR (Compagnie de la Banlieue de Reims) petit train reliant Reims à Châlons-en-Champagne et Epernay. Condé sur Marne le seul village de la ligne à avoir deux arrêts. Un à la gare, rue neuve et un autre au niveau de la halle.

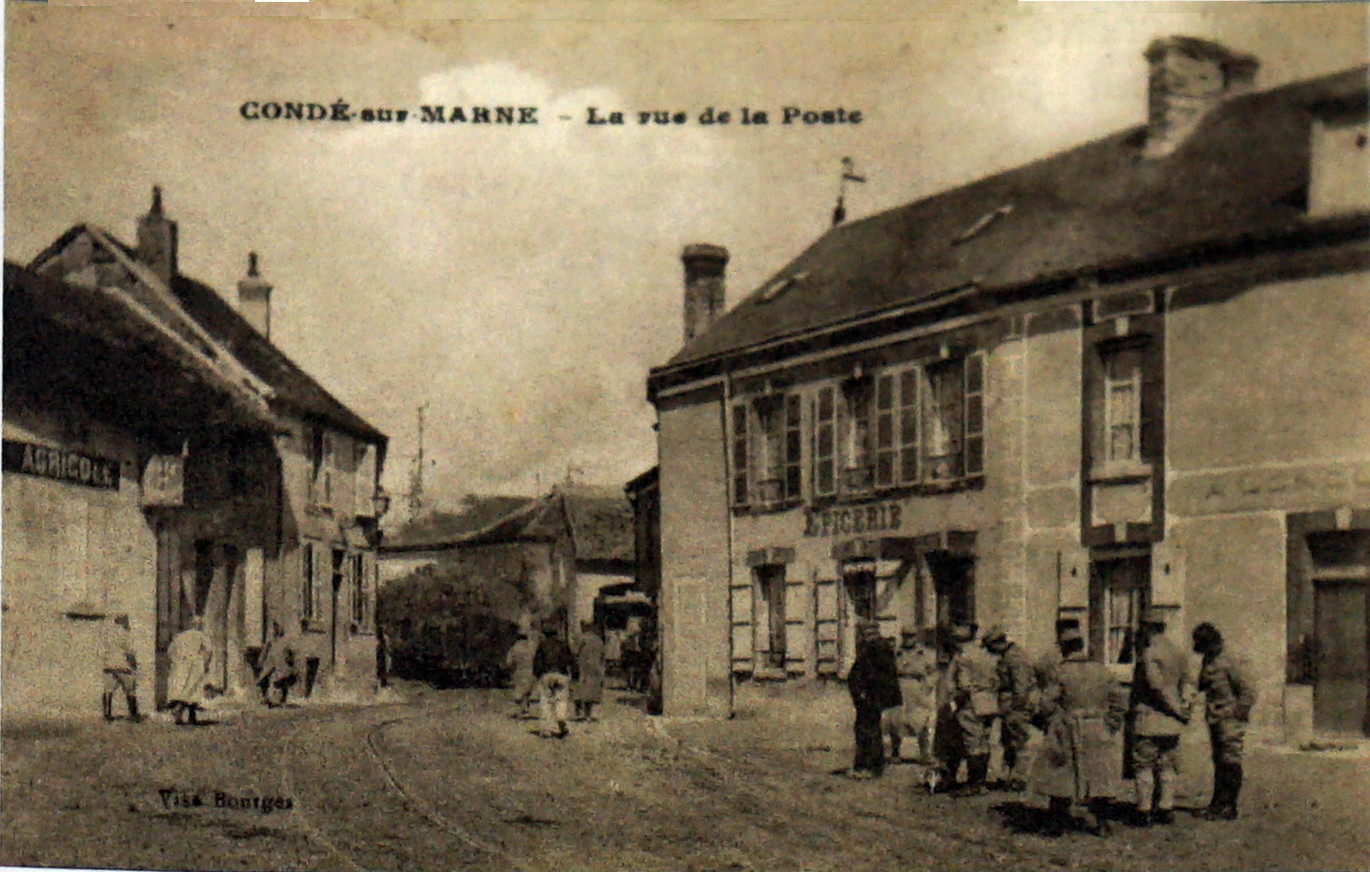
Pendant la Grande guerre.

La Première Guerre  mondiale apportera son lot de malheurs également, 31 Condéens sont morts au champ d’honneur, le village verra passer les troupes allemandes en septembre 1914 repoussées par la suite après leur défaite aux marais de Saint Gond. Le village servira de base arrière pour les troupes françaises (9e et 24e Dragons, 4e Chasseurs à cheval, 3e et 4e bataillons du 4e régiment de zouaves, 10e régiment d’artillerie). L’évènement le plus traumatisant de cette guerre est sans aucun doute le bombardement du village le 2 Mai 1917 vers 22 h 30 par des Gothas G de la Luftwaffe qui tua un soldat, en blessa deux autres au niveau humain et côté matériel détruisit une grande partie de l’église, l’école des filles, la garderie, deux bombes tombèrent dans les rues ne faisant que des dégâts légers (vitres et vitrines des magasins) et une dernière tomba dans une étable tuant quatre vaches et blessant des chevaux. Il faudra attendre 1925 avant de voir l’église restaurée.
La Deuxième Guerre mondiale blessera à nouveau le village. Les premiers Allemands entreront dans Condé-sur-Marne le 12 Juin 1940 cela donnera lieu à de violents combats entre l’ennemi arrivant en nombre et des éléments du 23e régiment de chasseurs (chars) et d’infanterie regroupé dans la ferme de Roland Lemoine. 22 militaires français y perdirent la vie. Le village subira deux jours d’intenses bombardements. Le clocher de l’église sera décapité par un obus français tuant deux Allemands qui avaient pris position avec une mitrailleuse lourde. Les trois quarts des maisons de Condé furent détruites ou endommagées au cours de cette bataille. Le village restera aux mains des troupes allemandes jusqu’au 29 août 1944 où les troupes américaines du général Searby rentrent dans le village vers les 10 h du matin et chassent les derniers Allemands, les autres ayant déjà fui en débandade durant la nuit du 28 au 29 Août.
Depuis ce temps, le village vit dans la paix et est revenu ce petit village paisible et accueillant des bords de Marne.

## Politique et administration

### Intercommunalité
Conformément au schéma départemental de coopération intercommunale de la Marne du 15 décembre 2011, la commune antérieurement membre de la communauté de communes de la Région de Condé-sur-Marne, est désormais membre de la nouvelle communauté d'agglomération Cités-en-Champagne.
Celle-ci résulte en effet de la fusion, au 1er janvier 2014, de l'ancienne communauté d'agglomération de Châlons-en-Champagne, de la communauté de communes de l'Europort, de la communauté de communes de Jâlons (sauf la commune de Pocancy qui a rejoint la communauté de communes de la Région de Vertus) et de la communauté de communes de la Région de Condé-sur-Marne,.

### Liste des maires

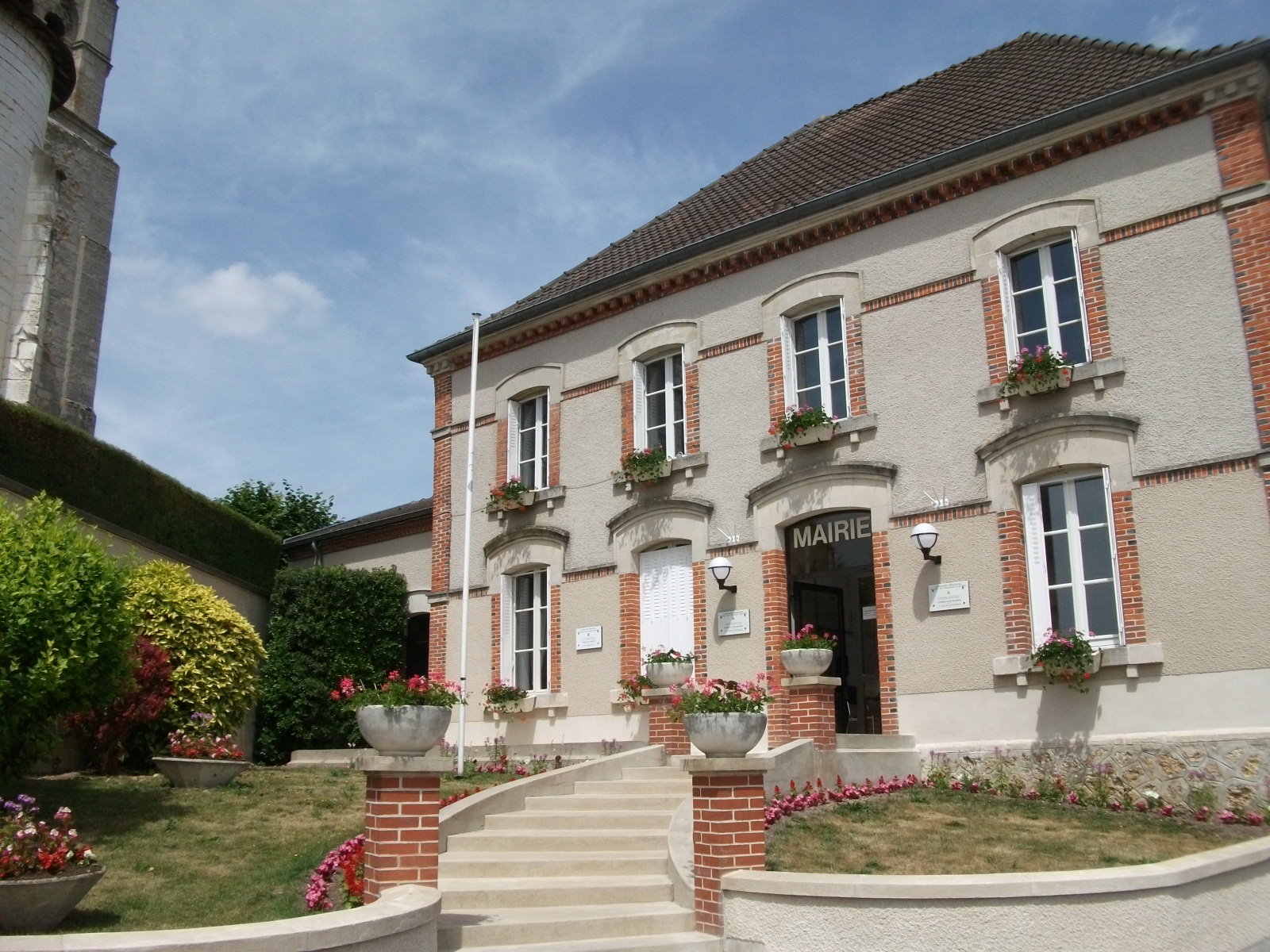
La mairie.

| Période | Période                      | Identité          | Étiquette | Qualité |
| ------- | ---------------------------- | ----------------- | --------- | ------- |
| 1959    | 1965                         | Marcel Loré       |           |         |
| 1965    | 1977                         | Roger Potié       |           |         |
| 1977    | 1983                         | Gaston Grandjean  |           |         |
| 1983    | 1999                         | Yannick Lemoine   |           |         |
| 1999    | 2014                         | Jean-Jacques Loré |           |         |
| 2014    | En cours (au 4 juillet 2014) | Romain Sinner     |           |         |

## Démographie
Les habitants de la commune sont les Condéens et les Condéennes.
L'évolution du nombre d'habitants est connue à travers les recensements de la population effectués dans la commune depuis 1793. Pour les communes de moins de 10 000 habitants, une enquête de recensement portant sur toute la population est réalisée tous les cinq ans, les populations de référence des années intermédiaires étant quant à elles estimées par interpolation ou extrapolation. Pour la commune, le premier recensement exhaustif entrant dans le cadre du nouveau dispositif a été réalisé en 2004.

En 2022, la commune comptait 749 habitants, en évolution de −8,99 % par rapport à 2016 (Marne : −1,19 %, France hors Mayotte : +2,11 %).
| 1793 | 1800 | 1806 | 1821 | 1831 | 1836 | 1841 | 1846 | 1851 |
| ---- | ---- | ---- | ---- | ---- | ---- | ---- | ---- | ---- |
| 539  | 526  | 526  | 587  | 555  | 542  | 556  | 581  | 507  |

| 1856 | 1861 | 1866 | 1872 | 1876 | 1881 | 1886 | 1891 | 1896 |
| ---- | ---- | ---- | ---- | ---- | ---- | ---- | ---- | ---- |
| 548  | 529  | 553  | 567  | 563  | 543  | 508  | 496  | 503  |

| 1901 | 1906 | 1911 | 1921 | 1926 | 1931 | 1936 | 1946 | 1954 |
| ---- | ---- | ---- | ---- | ---- | ---- | ---- | ---- | ---- |
| 529  | 529  | 503  | 480  | 526  | 521  | 504  | 444  | 451  |

| 1962 | 1968 | 1975 | 1982 | 1990 | 1999 | 2004 | 2006 | 2009 |
| ---- | ---- | ---- | ---- | ---- | ---- | ---- | ---- | ---- |
| 528  | 504  | 477  | 594  | 566  | 599  | 654  | 656  | 710  |

| 2014 | 2019 | 2022 | - | - | - | - | - | - |
| ---- | ---- | ---- | - | - | - | - | - | - |
| 785  | 768  | 749  | - | - | - | - | - | - |

## Économie
Condé-sur -, situé en zone rurale est surtout orienté vers l'agriculture (blé, luzerne, maïs, pomme de terre...) avec plusieurs exploitations agricoles et la viticulture avec trois maisons de Champagne. L'économie du village réside aussi sur ses nombreux artisans (Un coiffeur à domicile, 5 entreprises de maçonnerie et bâtiments, une de plâtrerie, un paysagiste et une entreprise de pulvérisation). Pour sa vie locale le village possède une boulangerie (faisant relais de poste et épicerie de secours) et un bar. Condé-sur-Marne est également un village étape pour le tourisme avec ses nombreuses chambres d'hôtes et son petit port de plaisance.

## Culture locale et patrimoine

### Lieux et monuments
- L'église Saint-Rémi de Condé-sur-Marne est d'architecture romane et date du XIIe siècle. Son clocher, rare en Europe, est constitué d'un empilement d'étages de plus en plus étroits. Elle comporte aussi un porche champenois de la Renaissance. La tour et ce porche sont les derniers vestiges de l'église du XIIe siècle[34]. Elle est classée monument historique depuis 1918[35], l'année suivant son bombardement.
- L'Aqueduc sert au relevage des eaux. Il fait partie du système d'écluses du canal de la Marne à l'Aisne.
- La Halle en bois date d'avant la Révolution française. Elle a été déplacée de quelques mètres en 1844 pour laisser le passage direct à la rue de Chalons, crée à l'occasion de la construction du canal de l'Aisne à la Marne et du pont de l'écluse. Antérieurement, la circulation vers Chalons-en-Champagne se faisait par la rue du 14 juillet (rue du bas à l'époque). Le changement de la Halle s'est fait sans la démonter. Seules, les tuiles ont été enlevées et remplacées par des ardoises, au remontage.
- La Halte Nautique se situe à l'embranchement entre le canal latéral à la Marne et le canal de l'Aisne à la Marne. Un joli petit port a été créé où les péniches et bateaux de plaisance viennent y accoster.
- L'Ecole de la Biodiversité: Le jardin a été créé par les Maîtresses d'école, les écoliers des villages d'Aigny, de Condé-sur-Marne et d'Isse et de bénévoles. On peut y découvrir la vie des insectes et y cueillir toutes sortes d'aromates.
- Le Musée du terrain d'aviation militaire de Condé-Vraux (implanté à Vraux), qui retrace l'histoire de ce terrain de desserrement de la base aérienne 112 de 1939 à 1945.

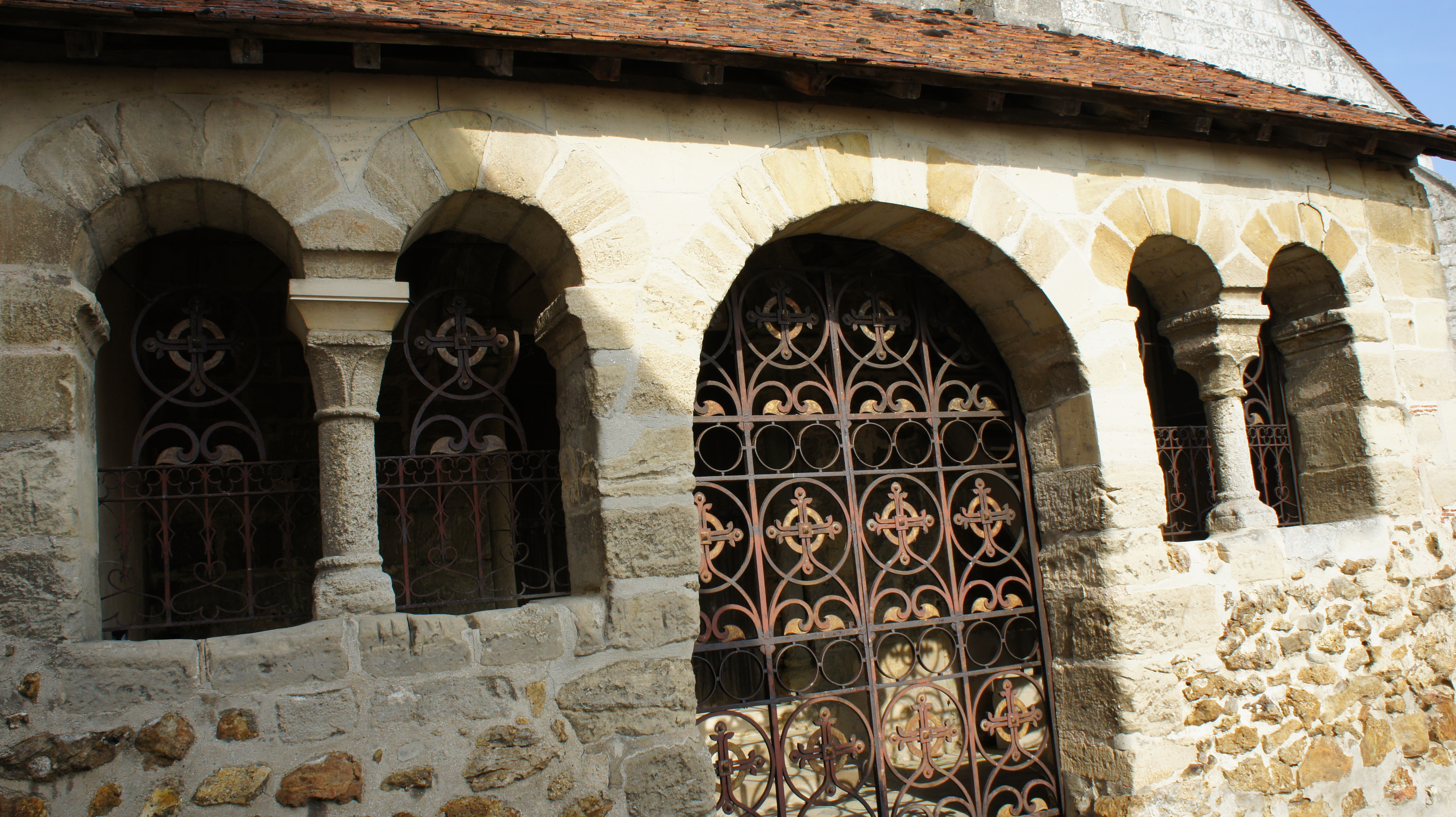
Le porche champenois.
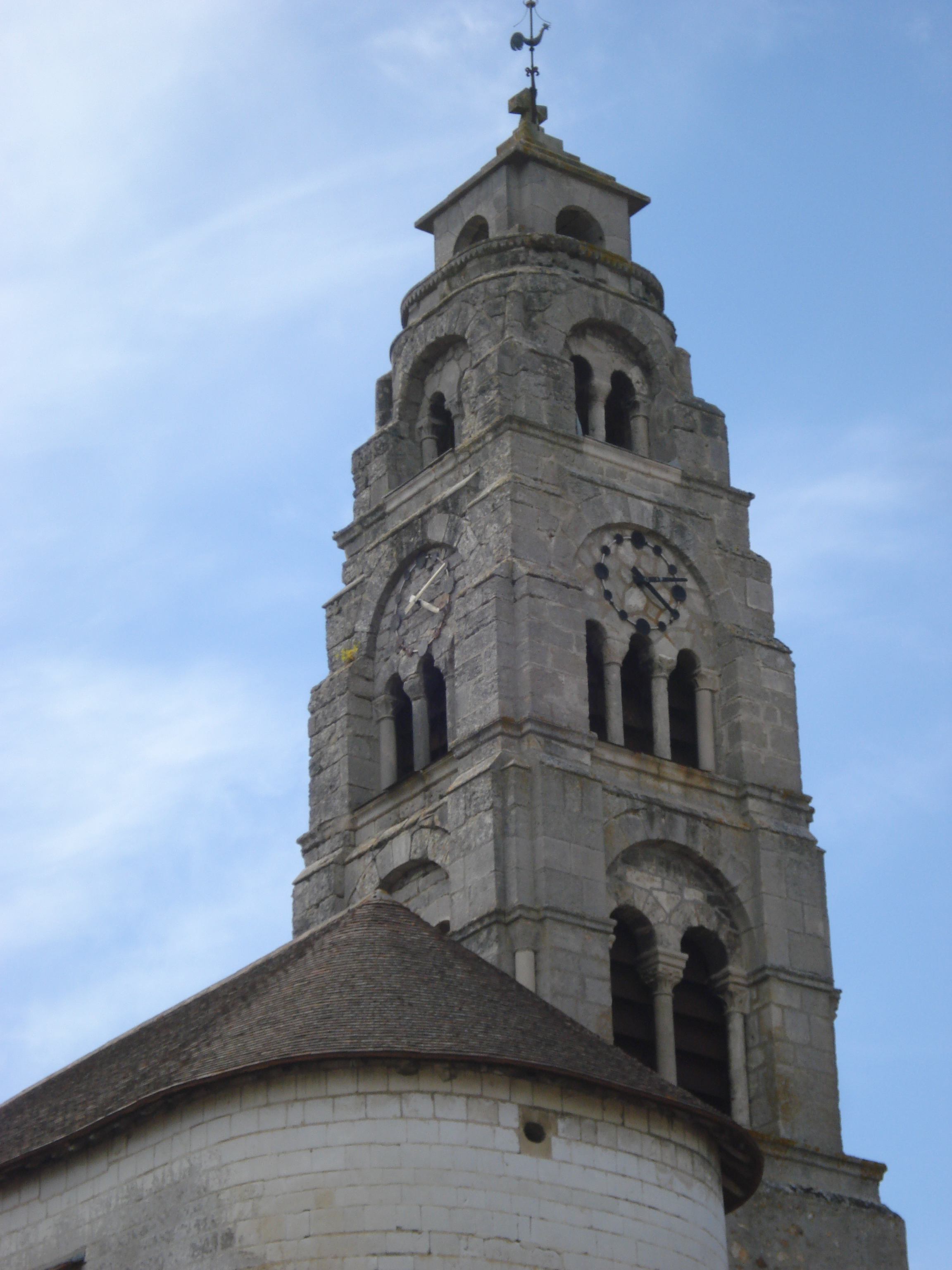
Le clocher.
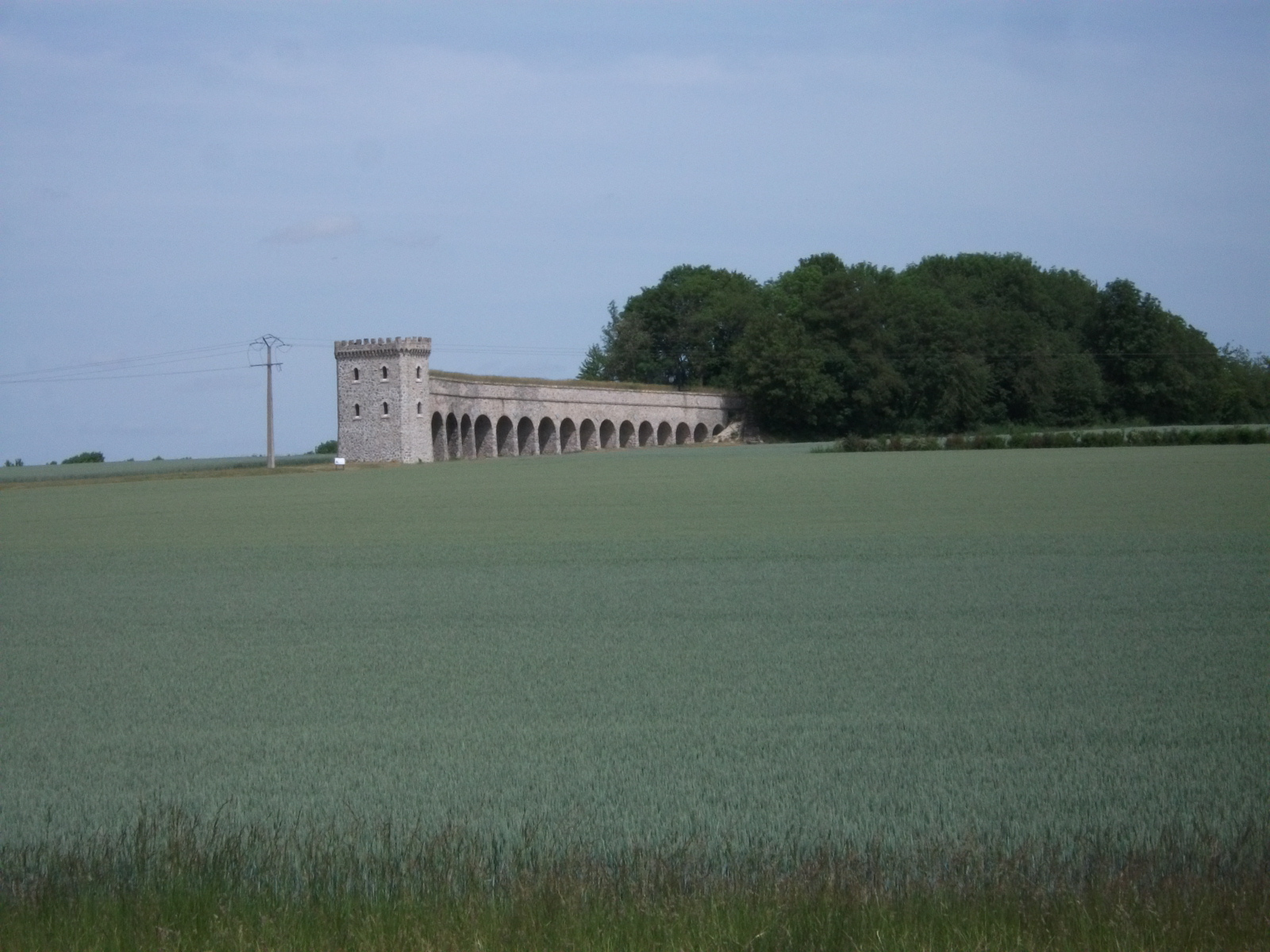
L'aqueduc.
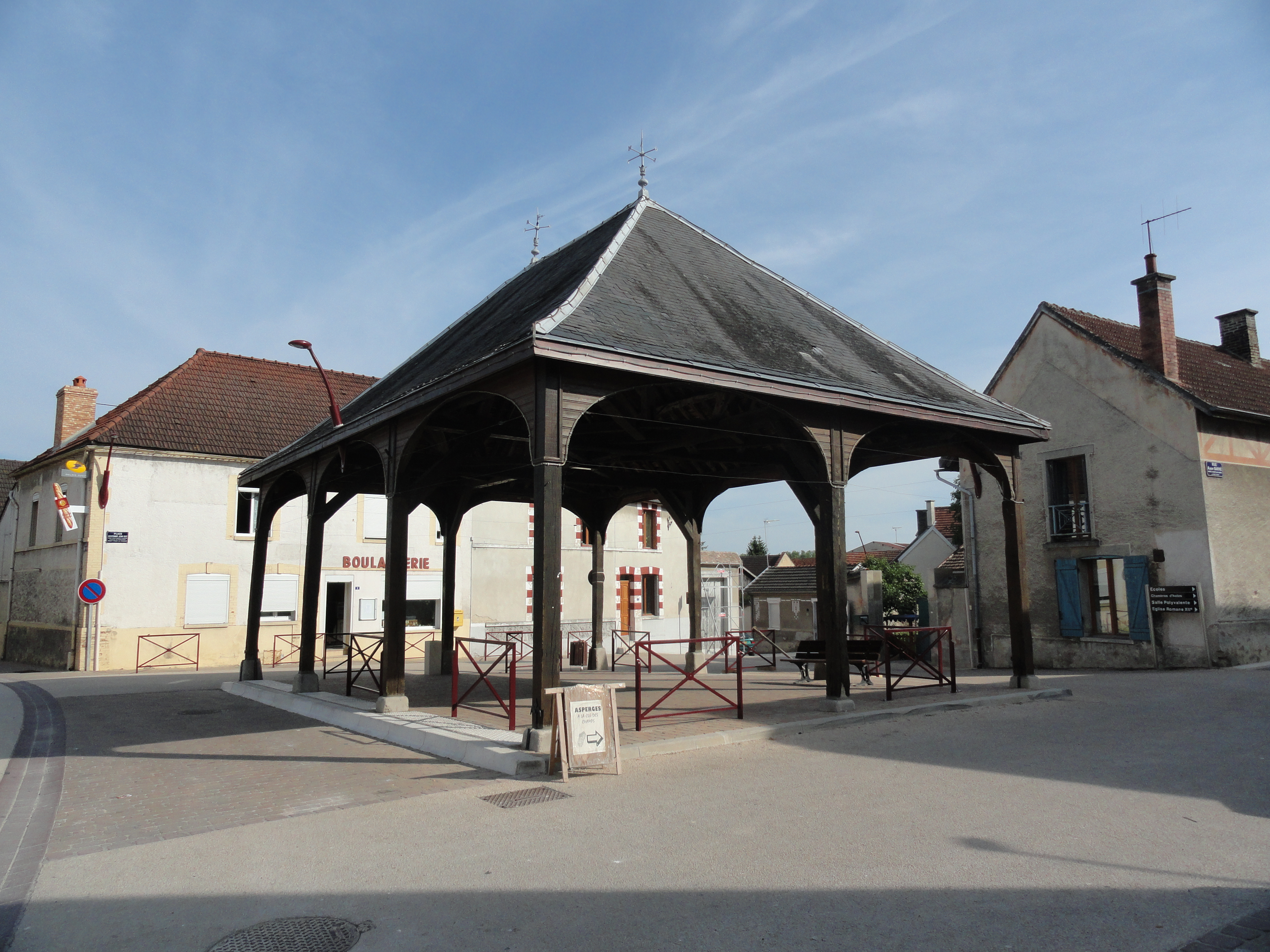
La halle.

### Héraldique
| Armes de Condé-sur-Marne | Les armes de la commune se blasonnent ainsi : tiercé en pairle : au premier d'or aux trois fleurs de lys de gueules, au deuxième d'azur à l'église d'argent couverte de gueules, au troisième de gueules à la gerbe de blé d'or liée d'argent. |

### Manifestations communales
- Le foyer rural et la maisons des associations accueillent les nombreuses activités de Familles rurales Condrouillates (Théâtre (Acte1), danse country (Rednex), gym, Art (peinture et modelage sur terre), guitare, Piano, scrapbooking et cinéma.
- Club la Détente condéenne (pour les anciens)
- Brocante le lundi de Pâques. Celle-ci est réputée et accueille près de 200 exposants. Une restauration est disponible sur place.
- Fête patronale tous les deuxièmes weekend du mois de juin.
- Fête nationale: Retraite aux lampions, feu d'artifice et bal le 13. Défilé et pot de l'amitié le 14 juillet.
- Point de départ du véloroute allant jusqu'à Damery. 28 km à faire en vélo, patins à roulettes ou à pied le long du canal latéral à la Marne.
- Terrain multisports

### Personnalités liées à la commune
Rémi Martin RIGOLLET : Un héros condéen parmi les grognards de Waterloo. Né à Condé sur Marne le 8 février 1788, Rémi Martin RIGOLLET s'engagea dans la Garde Impériale le 9 juin 1805 et affecté au 105e Régiment d'Infanterie de Ligne sous le commandement du Colonel Jean LANNES (futur Maréchal d'Empire) en Espagne. Il sera blessé une première fois d'un coup de lance le 2 mai à Madrid puis une deuxième fois par un coup de feu dans le genou gauche le 9 février 1813 aux Carrascal toujours en Espagne. Il rejoindra l'armée du nord en 1815 et participera à la bataille de Waterloo. Au cours de cette bataille il recevra 3 coups de lance au côté droit, trois coups de sabre sur la tête, sera fait prisonnier à l'issue de la bataille et envoyé en Angleterre où il ne restera que quelque temps. Invalide, il est remis à la vie civile avec le grade de Sous-Lieutenant. Le 15 février 1853 il sera fait Chevalier de l'Ordre de la Légion d'Honneur (Décret 88486 du 26/12/1852 signé par le Ministre de la Guerre). Rémi Martin RIGOLLET décédera le 16 avril 1859 à l’Hôpital des invalides à Paris.
Alexandre Alfred BATILLIOT: Un héros chez les FFI. Né à Condé sur Marne le 11 août 1908, Alexandre BATILLIOT est mobilisé en 1939 et rejoint le 5e bataillon des forces françaises de Loire Inférieure où il monte au grade de Sergent avec la spécialité de scaphandrier. Fait prisonnier par les Allemands en 1940 qui le libèrent rapidement par la suite ayant besoin de scaphandriers pour leur base navale de Saint Nazaire. Alexandre profite de cette liberté pour disparaître et rentrer dans l'armée des ombres et c'est sous les ordres du Lieutenant-Colonel FFI Jacques CHOMBARD DE LAUWE (alias Félix) qu'il combattra. C'est au cours d'une mission de harcèlement qu'il sera tué par les Allemands d'une balle en plein front le 2 avril 1945 à 8h00 du matin au lieu-dit Carheil près de Plessé (Loire Atlantique). En son honneur la place de la mairie de Condé sur Marne porte son nom depuis le 1er mars 1946.
Jean SIOT : un héros de la résistance. Né à Mareuil sur Ay (Marne) en 1922, Jean Siot a passé toute son enfance à Condé-sur-Marne. Le 5 mars 1943 il reçoit une convocation du préfet de Chalons en Champagne Perreti Della Rocca pour le STO (Service du travail Obligatoire) et est envoyé à la ligne de forts du côté de Soissons puis sur le mur de l'Atlantique. Considéré comme insoumis il est appréhendé par la police française le 27 avril 1944 avec huit de ses camarades. Envoyé à Brest, il s'échappe le lendemain et muni d'une fausse identité il se rend à Hénon dans les Cotes d'Armor pour y entrer dans la clandestinité. Agent de liaison puis chef du groupe 14 et promu lieutenant le 1er juin 1944. Le 9 juillet 1944 200 soldats allemands encerclent Hénon et tous les hommes du village sont arrêtés puis envoyés au siége de la Gestapo à Uzel. Torturé il ne parle pas et arrive à faire innocenter 25 prisonniers qui seront libérés. Lui et une vingtaine de ses camarades seront retrouvés dans un charnier en forêt de Lorge (Cotes-d'Armor). Ils avaient été fusillés. Le village de Hénon a donné son nom à sa rue principale et Condé-sur-Marne a donné son nom à la place où se trouve la Halle.